# Jennifer Rush (альбом, 1984)
Jennifer Rush — дебютный студийный альбом американской певицы Дженнифер Раш, выпущенный в 1984 году. Пластинка стала настоящем бестселлером в Европе, войдя в первую десятку хит-парадов многих стран, включая Германию, где она провела более ста недель. На альбоме содержится главный хит певицы — «The Power of Love».

## Об альбоме

### Коммерческий приём
Первый релиз альбома состоялся только в Германии в 1984 году, последующее переиздание вышло уже в большинстве стран в 1985 году. Альбом стал настоящим хитом, достигнув 7 места в Великобритании и 2 места в Германии, оставаясь в чарте там в течение 107 недель. В других европейских странах альбом также хорошо показал себя, возглавив чарт Норвегии и войдя в первую пятёрку чартов Швеции, Швейцарии и Австрии.
В некоторых странах альбом переиздавался как Jennifer Rush, однако туда входили и песни из следующего альбома Movin’.

### Синглы
В 1983 году в свет вышли такие синглы как «Into My Dreams» и «Come Give Me Your Hand» в 1983 году, однако они прошли незамеченными. В 1984 году вышел сингл «25 Lovers», а следом «Ring of Ice», оба смогли попасть в германский сингловый чарт. В 1985 году был выпущен сингл «The Power of Love». Песня имела настоящий успех, попав на верхние позиции чартов десятка стран. В Великобритании песня заняла первое место, а за пять недель продажи составили более миллиона копий. В то время это был самый продаваемый сингл среди певиц и сегодня он входит в число самых продаваемых песен всех времен. В родных певице Соединённых Штатах песня не снискала такого большого успеха заняв только 57 позицию.
Для Великобритании песня «Ring of Ice» была выбрана в качестве последующего сингла, где он достиг топ-20. Последний сингл, «Madonna’s Eyes», был уже менее популярным в Британии, однако достиг 5 места во Франции и 12 в ЮАР.

## Список композиций
| №   | Название                         | Текст песни                                       | Длительность |
| --- | -------------------------------- | ------------------------------------------------- | ------------ |
| 1.  | «Madonna's Eyes»                 | C. deRouge / G. Mende / Mary Susan Applegate      | 3:30         |
| 2.  | «25 Lovers»                      | C. deRouge / G. Mende / J. Rush                   | 3:37         |
| 3.  | «Come Give Me Your Hand»         | C. deRouge / G. Mende / Heidi Stern               | 3:49         |
| 4.  | «Nobody Move»                    | Patrick Henderson / Richard Feldmann / Marcy Levy | 3:32         |
| 5.  | «Never Gonna Turn Back Again»    | C. deRouge / G. Mende / J. Rush                   | 3:28         |
| 6.  | «Ring of Ice»                    | C. deRouge / G. Mende / J. Rush                   | 3:50         |
| 7.  | «Into My Dreams»                 | C. deRouge / G. Mende / H. Stern                  | 3:50         |
| 8.  | «I See a Shadow (Not a Fantasy)» | C. deRouge / G. Mende / J. Rush                   | 4:20         |
| 9.  | «Surrender»                      | Erich Klapperton / J. Rush                        | 3:15         |
| 10. | «The Power of Love»              | C. deRouge / G. Mende / J. Rush / M.S. Applegate  | 6:00         |

| Чарт (1984-85)                   | Пиковая позиция |
| -------------------------------- | --------------- |
| Австрия (Ö3 Austria)             | 5               |
| Германия (Media Control)         | 2               |
| Нидерланды (Album Top 100)       | 29              |
| Новая Зеландия (RMNZ)            | 14              |
| Норвегия (VG-lista)              | 1               |
| Швейцария (Schweizer Hitparade)  | 3               |
| Швеция (Sverigetopplistan)       | 2               |
| Великобритания (UK Albums Chart) | 7               |

| Регион | Сертификация  | Продажи    |
| --- | ------------- | ---------- |
| Канада (Music Canada) | Платиновый    | 100 000^   |
| Германия (BVMI) | 2× Платиновый | 1 000 000^ |
| Новая Зеландия (RMNZ) | Платиновый    | 15 000^    |
| Великобритания (BPI) | Платиновый    | 300 000^   |
| * Данные о продажах приведены только на основе сертификации. ^ Данные о тиражах приведены только на основе сертификации. |               |            |